# Przasnysz (Landgemeinde)
Die gmina wiejska Przasnysz ist eine selbständige Landgemeinde in Polen im Powiat Przasnyski in der Woiwodschaft Masowien. Ihr Sitz befindet sich in der Stadt Przasnysz. Die Landgemeinde, zu der die Stadt Przasnysz selbst nicht gehört, hat eine Fläche von 183,9 km², auf der (Stand: 31. Dezember 2020) 7204 Menschen leben.

## Geographie

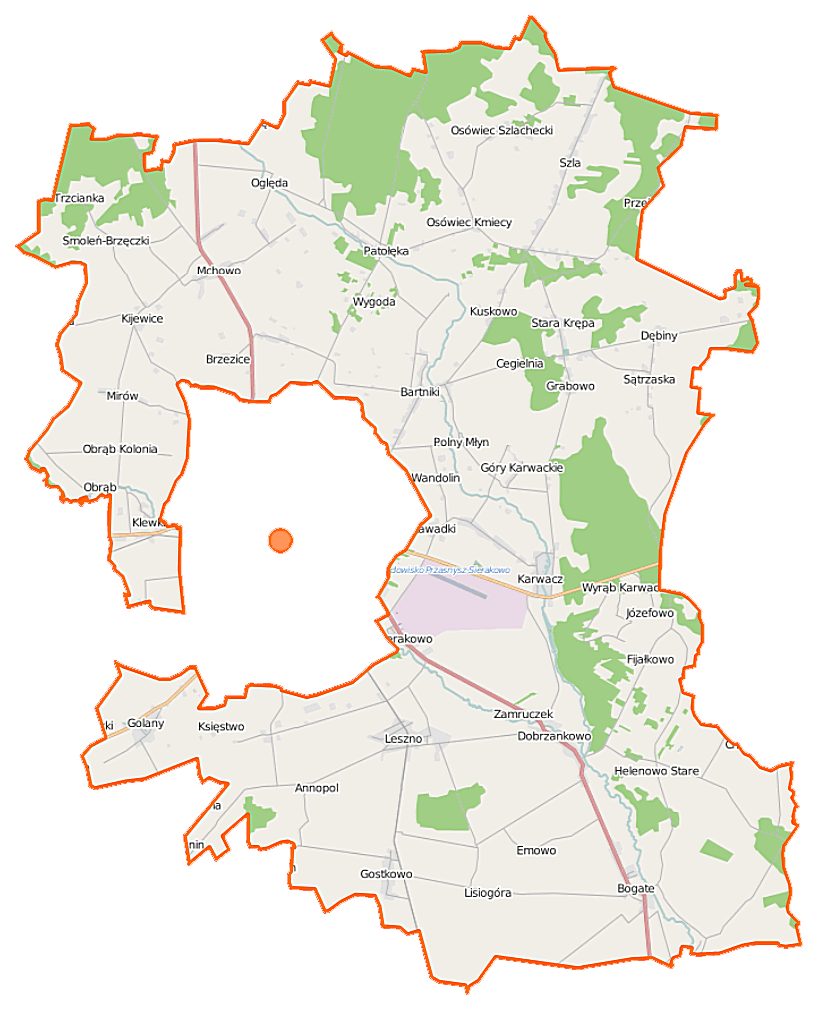
Karte der Landgemeinde

Das Gebiet der Landgemeinde umgibt die Stadt Przasnysz fast vollständig an allen Seiten. Sie liegt etwa 100 km nördlich von Warschau an der Węgierka.

## Geschichte
Von 1975 bis 1998 gehörte die Landgemeinde zur Woiwodschaft Ostrołęka.

## Gemeindegliederung
Die Landgemeinde Przasnysz besteht aus 34 Schulzenämtern:
Bartniki
Bogate
Cierpigórz
Dębiny
Dobrzankowo
Emowo
Fijałkowo
Golany
Gostkowo
Góry Karwackie
Grabowo
Karwacz
Kijewice
Klewki
Leszno
Lisiogóra
Mchowo
Mchówko
Mirów
Helenowo Nowe
Obrąb
Oględa
Osówiec Kmiecy
Osówiec Szlachecki
Sątrzaska
Sierakowo
Stara Krępa
Helenowo Stare
Szla
Trzcianka
Wielodróż
Wyrąb Karwacki
Zakocie
Zawadki
Weitere Ortschaften der Gemeinde sind:
Annopol
Brzezice
Cegielnia
Frankowo
Helenowo-Gadomiec
Janin
Józefowo
Karbówko
Księstwo
Kuskowo
Mirów
Nowa Krępa
Patołęka
Polny Młyn
Święte Miejsce
Wandolin
Wygoda